# Rajasansi
Rajasansi is een nagar panchayat (plaats) in het district Amritsar van de Indiase staat Punjab. 
Op het grondgebied van de nagar panchayat ligt de luchthaven Sri Guru Ram Dass Jee International Airport, voor 2010 gekend als de Rajasansi International Airport.

## Demografie
Volgens de Indiase volkstelling van 2001 wonen er 12.131 mensen in Rajasansi, waarvan 54% mannelijk en 46% vrouwelijk is. De plaats heeft een alfabetiseringsgraad van 54%.